# 佐藤大記
佐藤 大記（さとう だいき、1990年（平成2年） - ）は、日本の工学者。東京電機大学工学部准教授。元公立諏訪東京理科大学助教。
東京理科大学理工学部卒業。同大学大学院理工学研究科博士後期課程修了。徳島県石井町出身。遠縁は元参議院議員の乾晴美。

## 経歴
徳島県名西郡石井町出身。2013年（平成25年）、東京理科大学理工学部電気電子情報工学科を卒業。2019年（平成31年）、同大学大学院理工学研究科電気工学専攻博士後期課程を修了。
2015年（平成27年）に鉄道総合技術研究所の研究員となり、2018年（平成30年）より公立諏訪東京理科大学の助教に就任。
2020年（令和2年）に東京電機大学工学部の助教となり、2024年（令和6年）に同学部の准教授に就任。

## 論文
- 「マグネシウム空気電池の電力変換回路向け簡易等価回路モデル」（パワーエレクトロニクス学会、2022年）
- 「LC直列回路方式セル電圧均等化回路における蓄電セル電圧の大小関係推定を利用した均等化時間低減法」（電気学会論文誌D、2019年）